# Messerschmitt P.1107
O Messerschmitt P.1107 foi um projecto da Messerschmitt para um bombardeiro a jato. Esta aeronave teria duas variantes, o P.1107/I, que faria uso de quatro motores BMW 018 montados por baixo da asa, uma cauda de design convencional e capacidade para 4000 kg de bombas; já o P.1107/II teria os quatro motores BMW 018 incorporados na própria asa e uma cauda em V. O projecto, antes de ser cancelado, receberia a designação Messerschmitt Me 462 por parte do governo.